# ペトリッツィ
ペトリッツィ（イタリア語: Petrizzi）は、イタリア共和国カラブリア州カタンザーロ県にある、人口約1,100人の基礎自治体（コムーネ）。

## 地理

### 位置・広がり

#### 隣接コムーネ
隣接するコムーネは以下の通り。
- アルグスト
- チェントラケ
- キアラヴァッレ・チェントラーレ
- ガリアート
- モンテパオーネ
- オリヴァーディ
- サン・ヴィート・スッロ・イオーニオ
- サトリアーノ
- ソヴェラート